# Absoluut convexe verzameling
Een deelverzameling {\displaystyle C} van een reële- of complexe vectorruimte noemt men absoluut convex, als {\displaystyle C} zowel convex als evenwichtig is.
Equivalent geldt dat {\displaystyle C} absoluut convex is, als voor alle scalairen {\displaystyle \lambda } en {\displaystyle \mu } met {\displaystyle |\lambda |+|\mu |\leq 1} en alle {\displaystyle x,y\in C} ook {\displaystyle \lambda x+\mu y\in C} is. 